# Anonychomyrma gilberti
Anonychomyrma gilberti är en myrart som först beskrevs av Auguste-Henri Forel 1902.  Anonychomyrma gilberti ingår i släktet Anonychomyrma och familjen myror. Inga underarter finns listade i Catalogue of Life.

## Bildgalleri

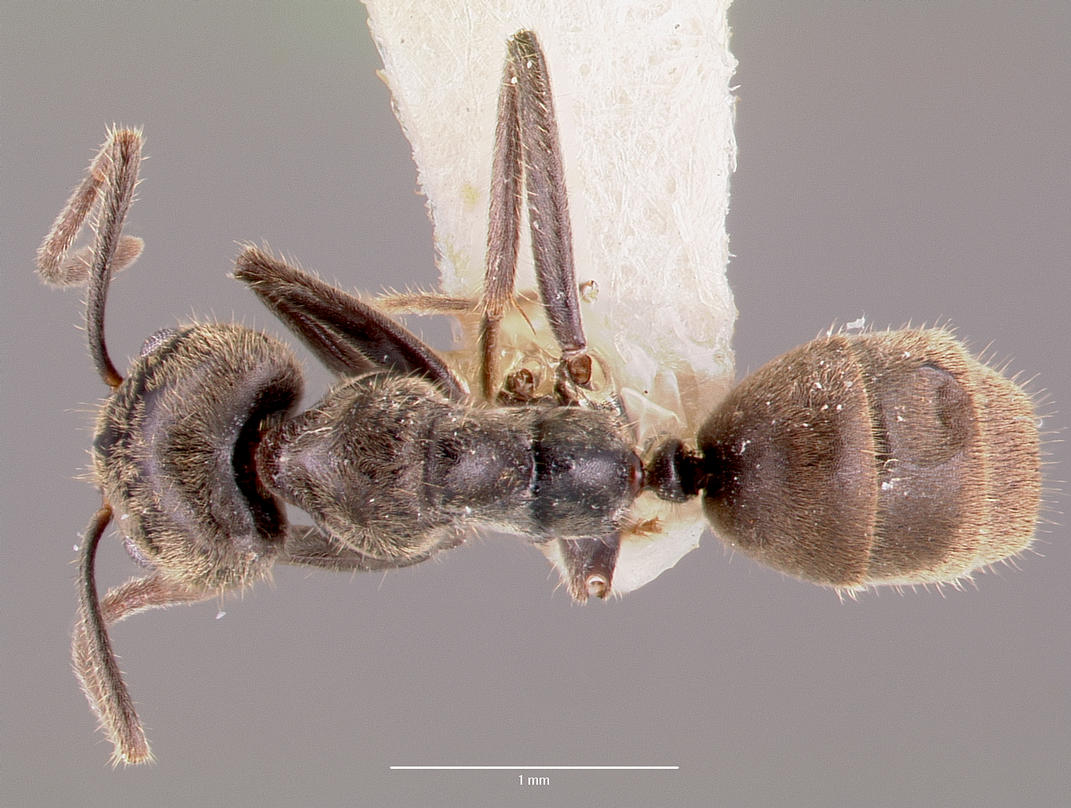
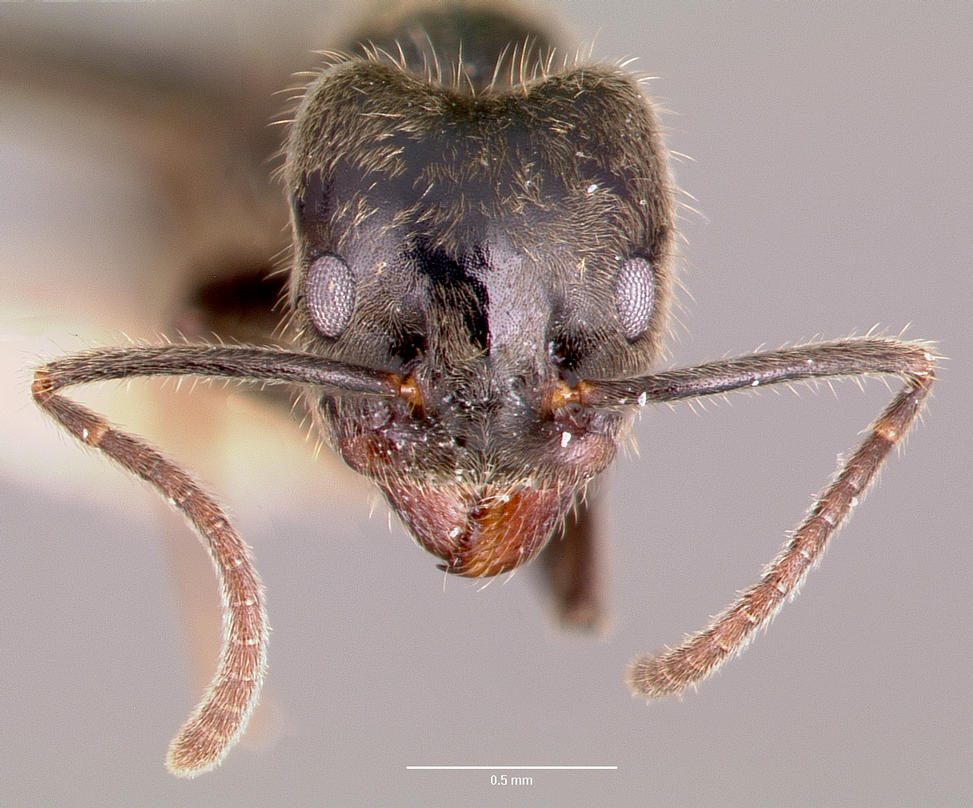
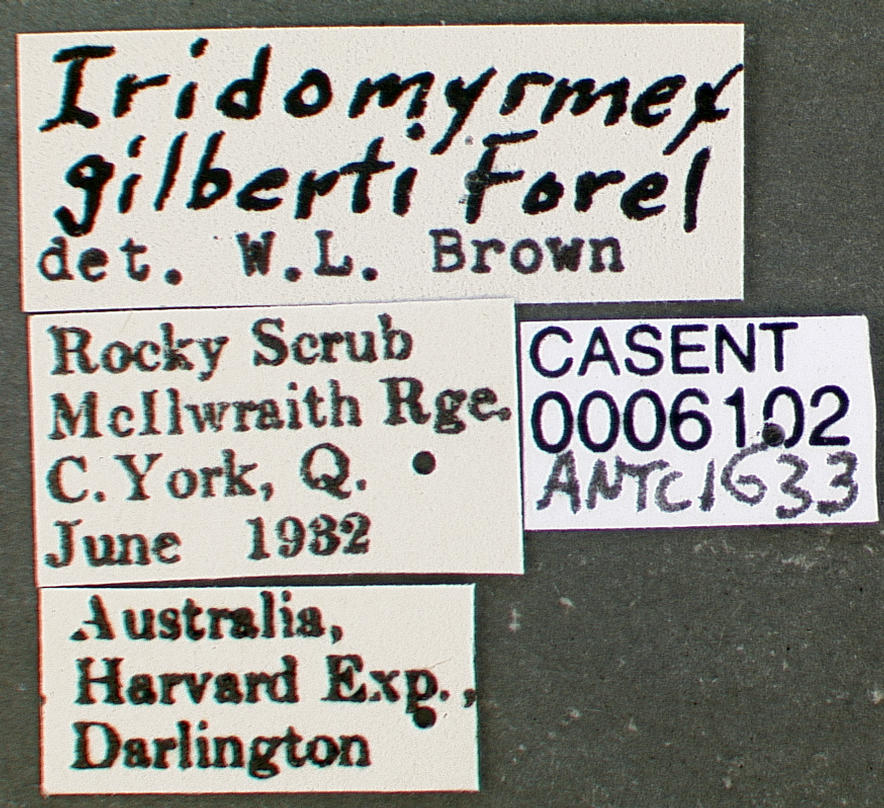
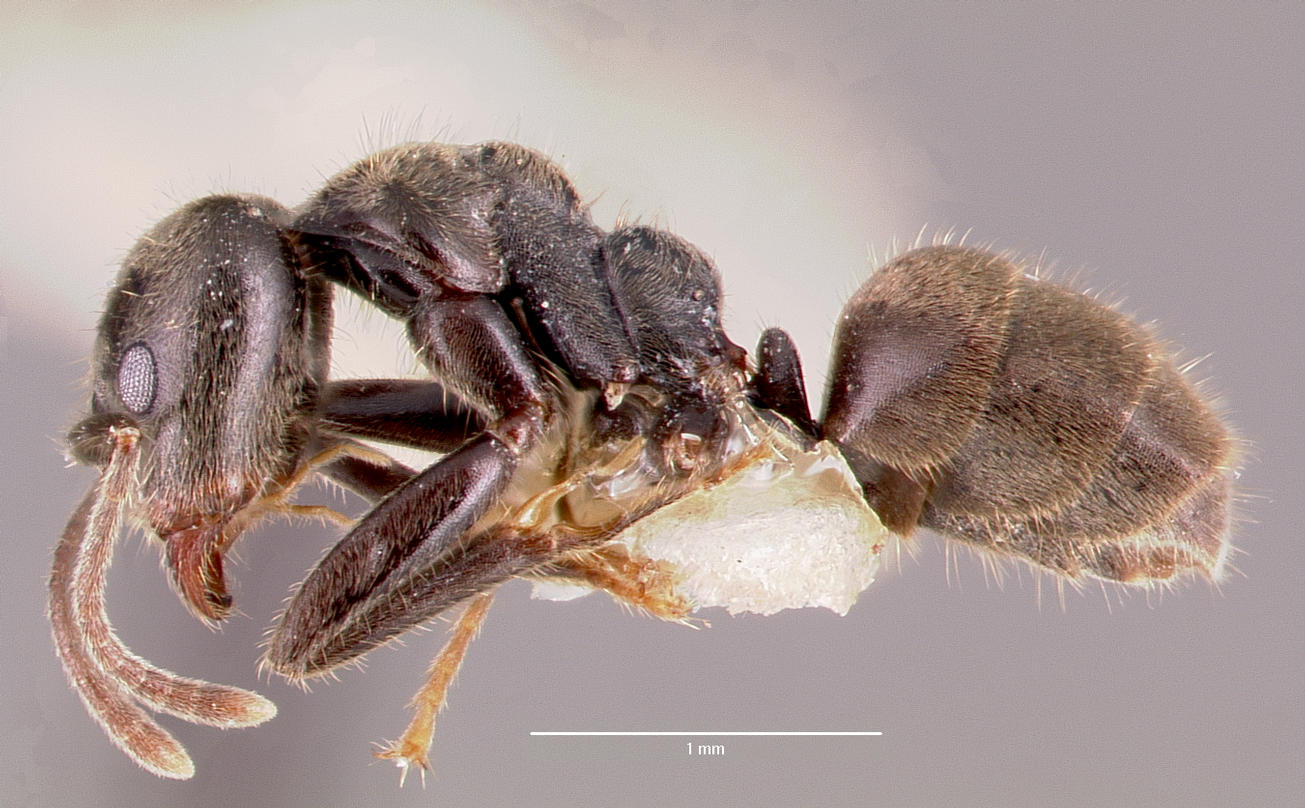
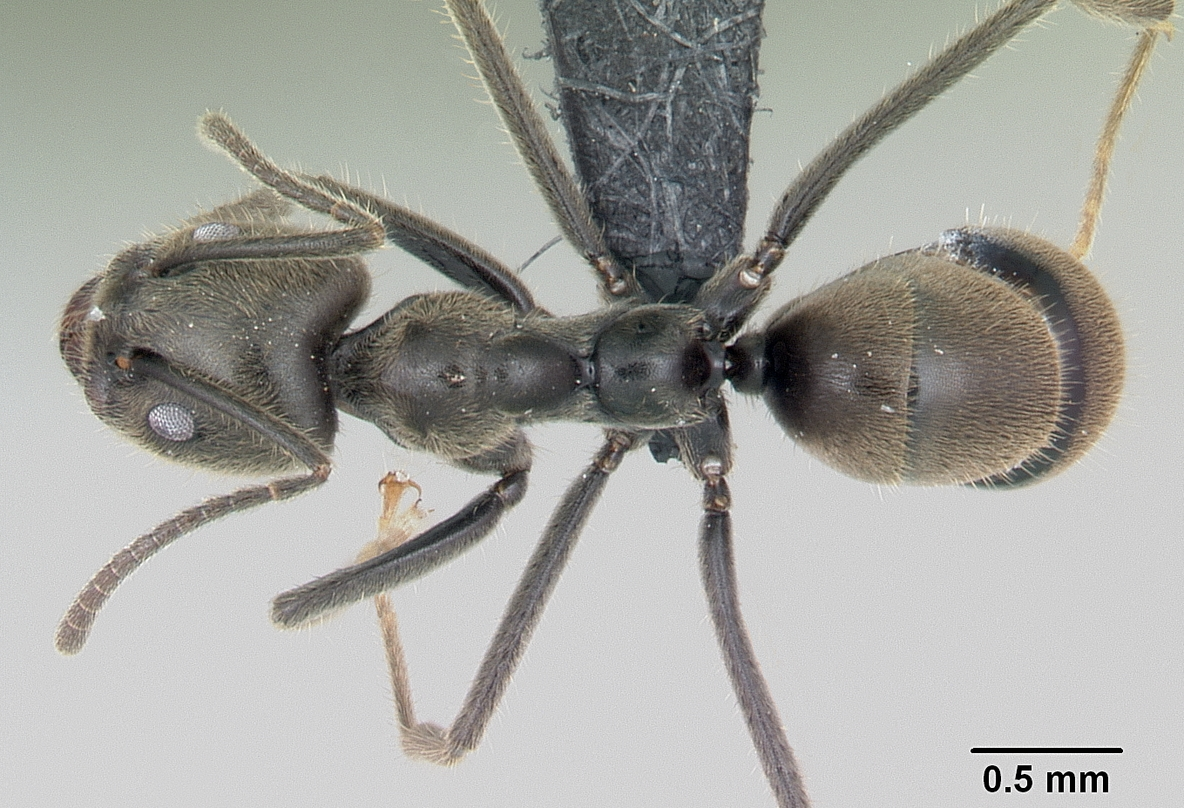
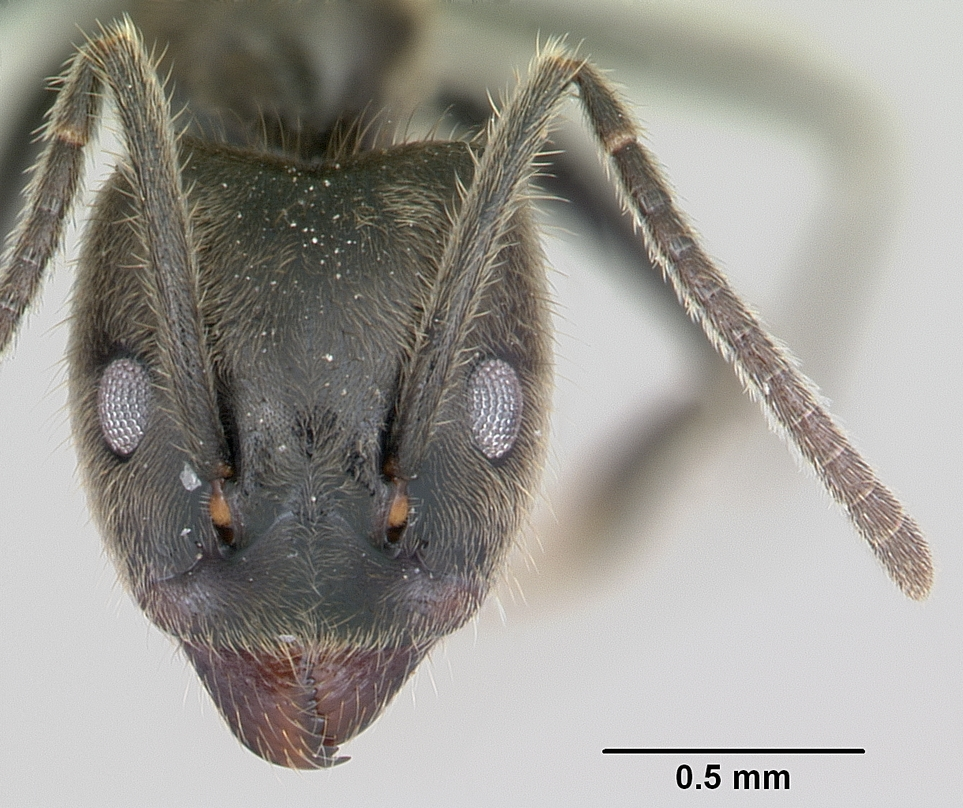